# Станіслав Ян Ростворовський
Станіслав Ян Ростворовський (справжнє ім'я Станіслав Францішек Ростворовський; народився 27 листопада 1934, Познань — помер 1 січня 2018, Варшава) — польський журналіст, публіцист, католицький громадський діяч, депутат Сейму Польської Народної Республіки VI, VII та VIII скликань (1972—1985).

## Біографія
Народився в родині Станіслава Ростворовського, шляхтича гербу Наленч, та Зофії Мицельської, гербу Доленга. 1951 року закінчив середню школу в Познані. Згодом працював, зокрема, робітником у ПКП у Вроцлаві. Недовго співпрацював з Асоціацією «PAX». 1953—1959 роках вивчав польську та французьку філологію в Люблінському католицькому університеті.
1957 року він почав працювати в люблінській бібліотеці ім. Н. Лопацінського, а також став одним із засновників Християнсько-соціального товариства, де був членом Головної ради та головою Верховної ради. Він брав участь у мирних ініціативах, зокрема був делегатом конгресу «Мир і справедливість» у Неймегені (1968) та Конференції католиків Сходу та Заходу в Берліні. Працював журналістом у журналі «За і Проти»(«Za i Przeciw») головним редактором «Дослідження і Документів»(«Studiów i Dokumentów») пов'язаних з ЧСС та керівником видавництва «Новум». У 1980-х роках співпрацював з «Tygodnik Polski».
1972 року його було рекомендовано до Сейму VI скликання від Хелмського повіту, де він працював у комітетах з праці та соціальних питань, а також закордонних справ. У Сеймі VII скликання, представляючи повіт Біла Підляска, він продовжив роботу в Комітеті з питань праці та соціальних справ, а також у Комітеті з питань економічного плану, бюджету та фінансів. З 1980 року, будучи членом Сейму VIII скликання від Люблінського округу, він входив до комітетів економічного плану, бюджету та фінансів, праці та соціальних справ, а також соціальної політики, охорони здоров'я та фізичної культури.
У 1958—1975 роках (і фактично до кінця 1980-х) він таємно співпрацював зі Службою безпеки ПНР під псевдонімом «Станіслав».
Після роботи в Сеймі, у 1986—1992 роках був радником різних урядових команд. Очолював президію ради родинного кола Наленчів.
Він був одружений з Барбарою.
Відзначений Срібним і Золотим Хрестами Заслуги, Лицарським і Офіцерським Хрестами Ордена Відродження Польщі, Медаллю 30-річчя Народної Польщі, а також премією імені Вітольда Гулевича (2009, 14-те видання).

## Вибрані публікації
- Санаторув проти Сікорщиць, або Боротьба за владу в еміграції в Румунії 1939—1940 (разом з Тадеушем Дубіцьким), Wydawnictwo «Adiutor», Варшава 1993
- «Дарданелли»: делегація ВинН за кордоном (1946—1949) (вступ, добірка текстів, виноски), Головна рада Громадського та ветеранського товариства «Свобода та незалежність», Вроцлав 1999
- Монографія родини Ростворовських. Роки 1386—2012, Том 1 та 2, Видавництво RYTM, Варшава, 2013

## Виноски
1. 1 2  https://bs.sejm.gov.pl/F?func=find-acc&acc_sequence=000059031&find_code=SYS&local_base=ARS10
2. ↑  http://www.zaiks.org.pl/1442,196,zmarl_stanislaw_jan_rostworowski
3. 1 2  Stanisław Rostworowski
4. ↑  Ziemianie polscy XX wieku, Wydawnictwo DiG, 2006, с. 131, ISBN 978-83-7181-405-1
5. ↑  , Ariel Orzełek, "Działalność Jana Stanisława Rostworowskiego w Chrześcijańskim Stowarzyszeniu Społecznym w latach 1957–1974"
6. ↑  Laureaci nagrody im. Witolda Hulewicza